# مهرگیاه (فیلم ۱۹۳۰)
مهرگیاه (آلمانی: Alraune) فیلمی در ژانر ترسناک و علمی–تخیلی است که در سال ۱۹۳۰ منتشر شد. از بازیگران آن می‌توان به آلبرت باسرمن و برنهارد گوتزکه اشاره کرد.